# Neutopia (videojuego)
Neutopia (ニュートピア Nyūtopia?) es un videojuego de acción-aventura aérea desarrollado por Hudson Soft antes de su cierre en 2012. Fue lanzada por Hudson para PC Engine en Japón en 17 de noviembre de 1989. Luego fue lanzado por NEC para el TurboGrafx-16 en América del Norte en 1990. Konami se hace cargo de la distribución del juego tras el cierre de Hudson Soft. Fue relanzado para el servicio de la Consola Virtual de Wii en todo el mundo en 2007; fue relanzado para la PlayStation Network en Japón en 2010 y en América del Norte en 2011; y fue relanzado para la Consola Virtual de Wii U en abril de 2014 solo en Japón. 
Neutopia iba a ser competencia directa de The Legend of Zelda, pero con excepción de que se ha detectado pobres detectores de colisiones, claves largas y jugabilidad repetitiva, por parte de los usuarios. A pesar de estos problemas, Neutopia tuvo un gran éxito, por lo cual, se lanzó su secuela.
- Datos: Q11324894